# Кронштадт (Алтайский край)
Кронштадт — упразднённое село в Табунском районе Алтайского края. Ликвидировано в 1970-е годы, население переселено в село Елизаветград.

## География
Село располагалось в 4 км к юго-востоку от села Елизаветград.

## История
Основано в 1910 году, немцами переселенцами из Причерноморья. До 1917 года в составе Златопольской волости Барнаульского уезда Томской губернии. Колхоз имени молотова. В связи с ликвидацией неперспективных сел жителей переселены в Елизаветград.

## Население[1]
| год     | 1926 |
| ------- | ---- |
| человек | 180  |